# أرجيش (نهر)
نهر ارجيش (بالرومانية: Râul Argeş) مجرى نهر يقع جنوب شرق رومانيا, يرفد الدانوب في مدينة أولتينيتا. ينبع من المنطقة المركزية لجبال فاغاراش التابعة لسلسلة الكارابات ويتجه جنوبا شرقا حتى يرفد نهر الدانوب بطول 350كم. يمر بعدة مدن أهمها كورتا دي ارجيش وأولتينيتا حيث مصبه.

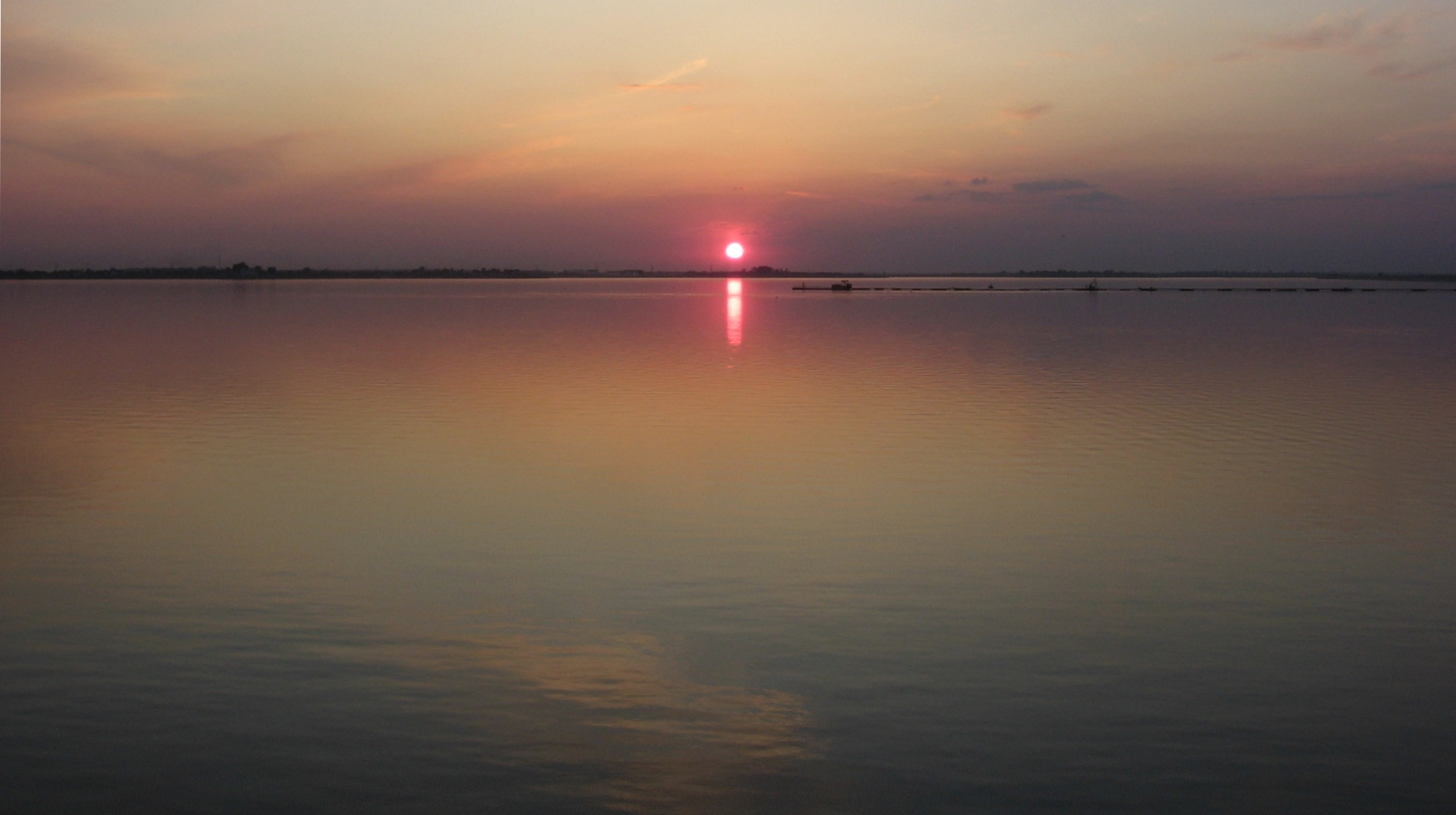
منظر لبحيرة ميهايليشت المتشكل من النهر